# Diseoblax wrightii
Diseoblax wrightii là một loài bọ cánh cứng trong họ Cerambycidae.